# Van der Kunbuurt

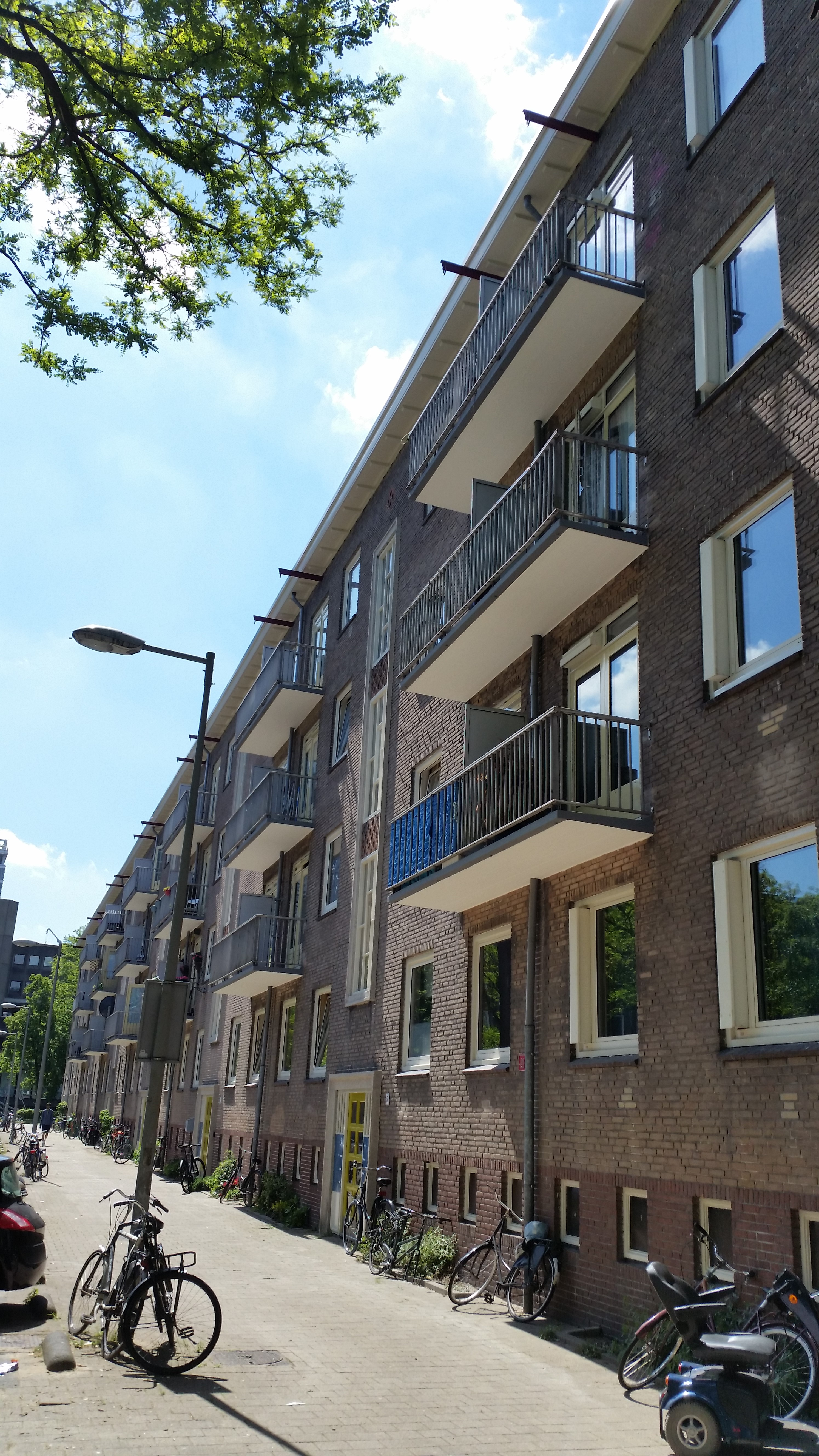
Typerende bebouwing Van der Kunstraat (mei 2020)

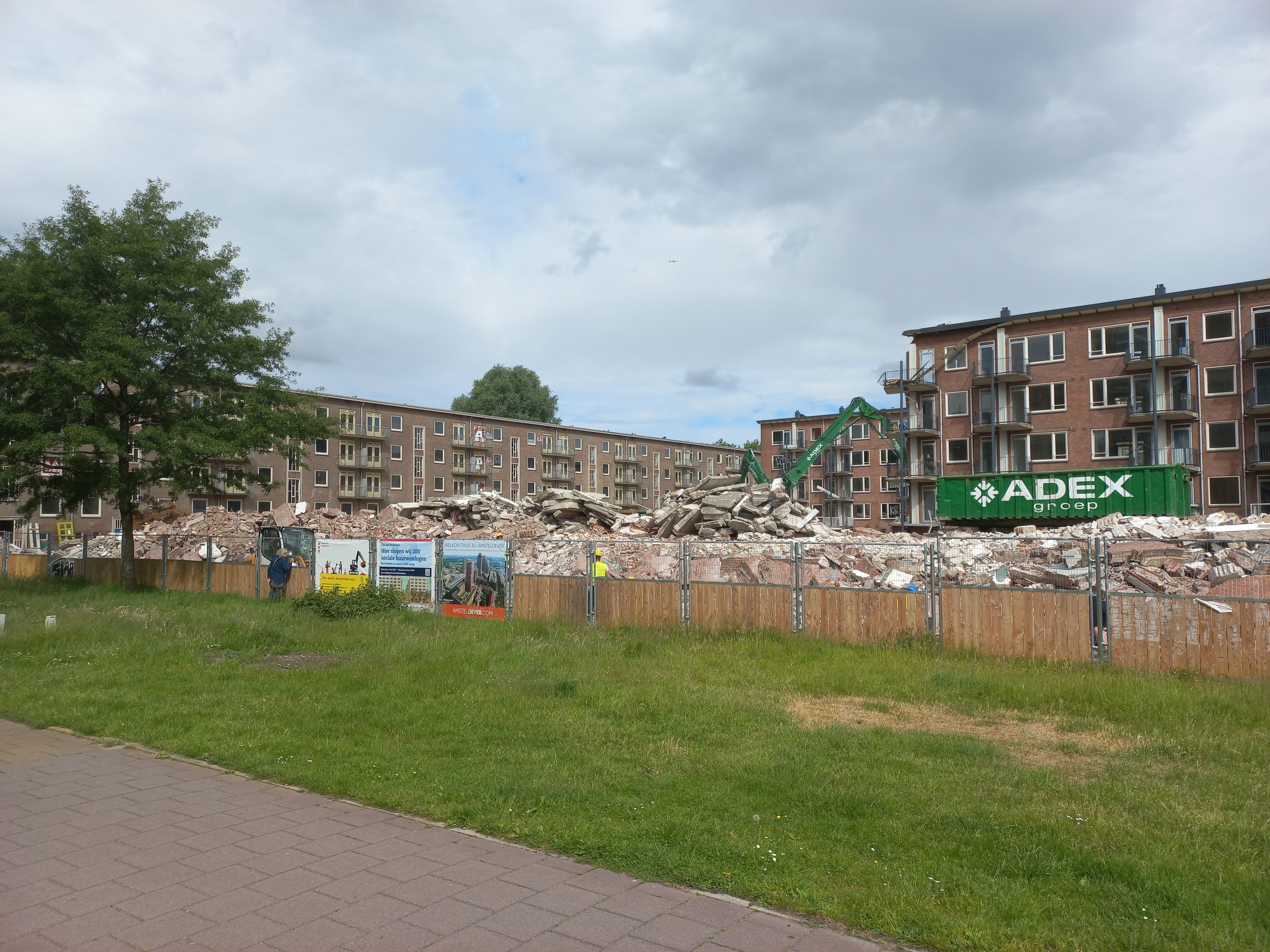
Sloop Van der Kunbuurt (juni 2025)

De Van der Kunbuurt is een buurt in Amsterdam-Oost.

## Geschiedenis en ligging
Het grondgebied behoorde tot 1921 tot de gemeente Watergraafsmeer maar werd dat jaar geannexeerd door Amsterdam. Het gebied was tezamen met de Omval, dat dat jaar werd geannexeerd van de gemeente Ouder-Amstel, een rafelrand met allerlei soorten bedrijven waaronder de cacaofabriek Blooker ooit begonnen in 1813 in molen De Vriendschap aan het Oetgenspad 133 en in 1886 verhuisde de fabriek naar Weesperzijde 194. Amsterdam was echter nog niet zover met de bebouwing. Wel liep er al de Spoorlijn Amsterdam-Utrecht. De omgeving kreeg pas vorm toen dankzij de Spoorwegwerken Oost die spoorlijn op een dijklichaam werd gelegd. Een aantal jaren daarvoor kreeg ook de westkant een nieuwe vorm; de Berlagebrug over de Amstel kwam in 1932 gereed, maar de aansluitende weg volgde pas veel later.
De buurt wordt volgens de Basisregistratie Adressen en Gebouwen ingedeeld als liggend tussen de Ringvaart (noorden), Spoorlijn Amsterdam-Utrecht met het Station Amsterdam Amstel (oosten), gebouw Leeuwenburg (zuiden) en de Amstel (westen). Voor de meeste Amsterdammers is gevoelsmatig de Mr. Treublaan de noordgrens. Er is namelijk opmerkelijk verschil tussen de bebouwing aan de noord- en zuidzijde van die laan. Ten noorden van de wijk ligt de wijk Weesperzijde en ten zuiden de wijk de Omval.
De wijk dankt zijn naam aan de Van der Kunstraat, die vernoemd is naar Leopold Johannes Adriaan van der Kun ingenieur van Rijkswaterstaat. De buurt is de kleinste buurt van Oost.

## Gebouwen
De Mr. Treublaan deelt de wijk in tweeën. Ten noorden van die laan staan relatief moderne kantoren, de school van Herman Knijtijzer uit 1960 en een brandweerkazerne. Ten zuiden van de laan staat sociale woningbouw. Die eenvormige woningbouw bevindt zich aan de Mr. Treublaan (zuidelijke gevelwand) zelf, de Van der Kunstraat; de Goudriaanstraat en de Weesperzijde, hier de oostoever van de Amstel. Dat Amsterdam hier in 1921 nog niet was blijkt uit dat de eerste woningen hier pas na de Tweede Wereldoorlog rond 1950 werden neergezet door woningbouwvereniging Zomers Buiten. Er stonden zes flats van vier woonverdiepingen in strokenbouw met groen tussen de blokken en speelvoorzieningen.
Deze laagbouw kwam aan het eind van de 20e eeuw in de schaduw te liggen van woningen uit het midden en dure segment alsook de kantoortorens, eerst de Rembrandttoren, nadien gevolgd door de Breitnertoren en de Mondriaantoren. In 2019 volgde nog de Amstel Tower aan de andere kant van het Amstelstation.
 Abberdaan · Admiralenbuurt · Amstel III · Amsteldorp · Amstelkwartier · Andreas Ensemble · Apollobuurt · ArenAPoort · Bajeskwartier · Banne Buiksloot · Bedrijventerrein Sloterdijk · Bellamybuurt · Betondorp · Bijlmer · Binnenstad · Bloemenbuurt · Borgerbuurt · Borneo · Bos en Lommer · Buiksloot · Buiksloterham · Buikslotermeer · Buiteneiland · Buitenveldert · Bullewijk · Burgwallen Oude Zijde · Burgwallen Nieuwe Zijde · Centrum Amsterdam Noord · Centrumeiland · Chassébuurt · Chinatown · Cremerbuurt (Amsterdam) · Cruquius · Czaar Peterbuurt · Da Costabuurt · Dapperbuurt · De Aker · De Baarsjes · De Bongerd · De Eendracht · De Heining · De Krommert · De 9 Straatjes · De Omval · De Pijp · Diamantbuurt · Driemond · Disteldorp · Dubbele Buurt · Duivelseiland · Duvelshoek · Elzenhagen · Erasmusparkbuurt · Floradorp · Frederik Hendrikbuurt · Funenpark · Gaasperdam · Gein · Geuzenveld · Gibraltarbuurt · Gouden Reael · Gulden Winckelbuurt · Grachtengordel · Haarlemmerbuurt · Hallenkwartier · Haven-Stad · Haveneiland · Havenstraatterrein · Helmersbuurt · Het Funen · Holendrecht · Hoofddorppleinbuurt · Houthaven · IJ-oevers · IJburg · IJdock · IJplein · Indische Buurt · Jan Maijenbuurt · Java-eiland · Jeruzalem · Jeugdland ·Jodenbuurt · Jordaan · Julianapark · Kadijken · Kadoelen · Kattenburg · Kinkerbuurt · KNSM-eiland · Kolenkitbuurt · Kop van Jut · Van der Kunbuurt · Laan van Spartaan · Landlust · Landstrekenbuurt · Lastage · Leidsebuurt · Lutkemeer · Marathonbuurt · Marineterrein · Marken · Marktkwartier · Medisch Centrum Slotervaart · Mercatorbuurt · Middelveldsche Akerpolder · Molenwijk · Museumkwartier · Nellestein · Nieuw Sloten · Amsterdam Nieuw-West · Nieuwe Pijp · Nieuwendam · Nieuwendammerdijk en Buiksloterdijk · Nieuwendammerham · Nieuwezijde · Nieuwmarkt · Noorderhof · Noordoever Sloterplas · Noordse Bos · Olympisch Kwartier · Omval · Ookmeer · Oostelijk Havengebied · Oostelijke Eilanden · Oostelijke Handelskade · Oostenburg · Oosterdokseiland · Oosterparkbuurt · Oostoever Sloterplas · Oostpoort · Oostzanerwerf · Osdorp · Oud Osdorp · Oud-Oost · Oud-West · Oud-Zuid · Oude Pijp · Oudezijde · Overamstel · Overhoeks · Overtoombuurt · Overtoomse Buurt · Overtoomse Veld · Park Haagseweg · Park de Meer · Plan van Gool · Plan West · Plan Zuid · Planciusbuurt · Plantagebuurt · Postjesbuurt · Prinses Irenebuurt · Rapenburg · Reigersbos · Riekerpolder · Rieteilanden · Rietlanden · Rivierenbuurt · Robert Scottbuurt · Roeterseiland · Ruigoord · Schinkel (bedrijventerrein) · Schinkelbuurt · Science Park · Sloten · Sloterdijk · Sloterdijk-Centrum · Slotermeer · Slotervaart · Sluisbuurt · Spaarndammerbuurt · Spieringhorn · Sporenburg · Sportheldenbuurt · Staatsliedenbuurt · Stadionbuurt · Steigereiland · Strandeiland · Teleport · Transvaalbuurt · Trompbuurt · Tuindorp Buiksloot · Tuindorp Buiksloterham · Tuindorp Nieuwendam · Tuindorp Oostzaan · Tuttifruttidorp · Van Tijenbuurt · Uilenburg · Universiteitskwartier · Valkenburg · Van der Kunbuurt · Van der Pekbuurt · Van Lennepbuurt · Venserpolder · Vlooienburg · Vogelbuurt · Vogeldorp · Vogeltjeswei · Volewijck · Vondelparkbuurt · Vrije Geer · Waalseiland · Watergraafsmeer · Waterlandpleinbuurt · Waterwijk · Weesp · Weesperbuurt · Weespertrekvaartbuurt · Weesperzijde · Westelijke Eilanden · Westelijke Tuinsteden · Westerdokseiland · Westerpark · Westpoort · Willemspark · Wittenburg · Zeeburg · Zeeburgereiland · Zeeheldenbuurt · Zuidas · Zuideramstel